# Така довга, довга дорога...
«Така довга, довга дорога…» (рос. «Такая длинная, длинная дорога…») — радянський художній фільм, знятий режисером Віктором Окунцовим на кіностудії «Лентелефільм» у 1969 році і поставлений в план кінопрокату 1970 року. Вихід фільму був затриманий через цензуру, він вийшов на екрани у 1972 році, вже після смерті Павла Луспекаєва, який зіграв головну роль.

## Сюжет
Після Німецько-радянської війни пройшло понад 20 років. Літній ленінградський робітник Іван Васильович Артамонов виходить на пенсію і вирішує здійснити заповітну мрію — знайти могилу свого сина Василя, який зник безвісти під час війни, і поставити на ній пам'ятник. Про долю сина нічого невідомо, проте Артамонов знає, в яких місцях той воював у 1942 році. Він відправляється в дорогу на поїзді. Не доїжджаючи до потрібної станції, Артамонов дізнається від бабусі-попутниці, що неподалік знаходиться могила одного з солдатів, який загинув під час оборонних боїв. Вирішивши, що це могила сина, Артамонов знаходить її і робить з дощок пам'ятник-обеліск. Однак до могили приходять офіцери, які говорять Артамонову, що це могила льотчика, збитого під час війни, чиє ім'я тільки недавно вдалося встановити.
Офіцер військкомату розповідає Артамонову про те, що біля села Бережки, де йде велике будівництво, недавно знайшли останки солдата і його червоноармійську книжку. Ім'я (Василь Іванович) і рік народження (1922) збігаються, але прізвище на листку відірване. Артамонов ставить пам'ятник і цьому солдату, однак місцеві діти, які охороняють могилу, показують йому ложку, на якій вибито прізвище «Семенов».
Ще по дорозі Артамонов зустрічає молодих будівельників, які виявили в лісі напівзруйновану землянку часів війни. Артамонов добудовує землянку, щоб ті, хто приходить пом'янути полеглих воїнів, змогли побачити її такою, якою вона була в ту війну.
Нарешті, Артамонов приїжджає на станцію, де комірником працює колишній товариш по службі сина. Раніше Артамонов вже писав йому, але той не відповів. Зараз комірник каже, що не писав, тому що і сам він, і син Артамонова були в полоні, причому Василь Артамонов сам здався в полон і після війни не захотів повертатися на батьківщину. Однак потім, глянувши на фотографію сина, комірник зауважує, що він виглядає інакше, ніж той зрадник: мабуть, здався в полон вирішив приховати своє ім'я і використовував документи вбитого Василя Артамонова.
Так і подорожує Іван Артамонов по Росії, ставлячи пам'ятники загиблим солдатам Німецько-радянської війни…

## У ролях
- Павло Луспекаєв —  Іван Васильович Артамонов
- Віра Кузнєцова —  старенька в поїзді
- Михайло Храбров —  комірник
- Олександр Степанов —  полковник
- Юрій Дедович —  підполковник
- Юрій Червоткін —  лейтенант
- Петро Шелохонов —  офіцер військкомату
- Пантелеймон Кримов —  орденоносець
- Георгій Колосов —  господар дачі
- Олександр Соколов —  Савченко
- Інна Кирилова —  Груня
- Любов Малиновська —  сусідка
- Тамара Тимофєєва —  Анна Сергіївна
- Андрій Ананов — будівельник
- Сергій Дворецький —  будівельник
- Микола Федорцов —  будівельник
- Сергій Полежаєв —  офіцер
- Володимир Курков —  шофер
- Любов Тищенко — епізод
- Еммануїл Віторган —  Свєтляков

## Знімальна група
- Автори сценарію: Юзеф Принцев
- Постановка:  Віктор Окунцов
- Головний оператор: В'ячеслав Бабенков
- Композитор: Марат Камілов